# Ilmstraße

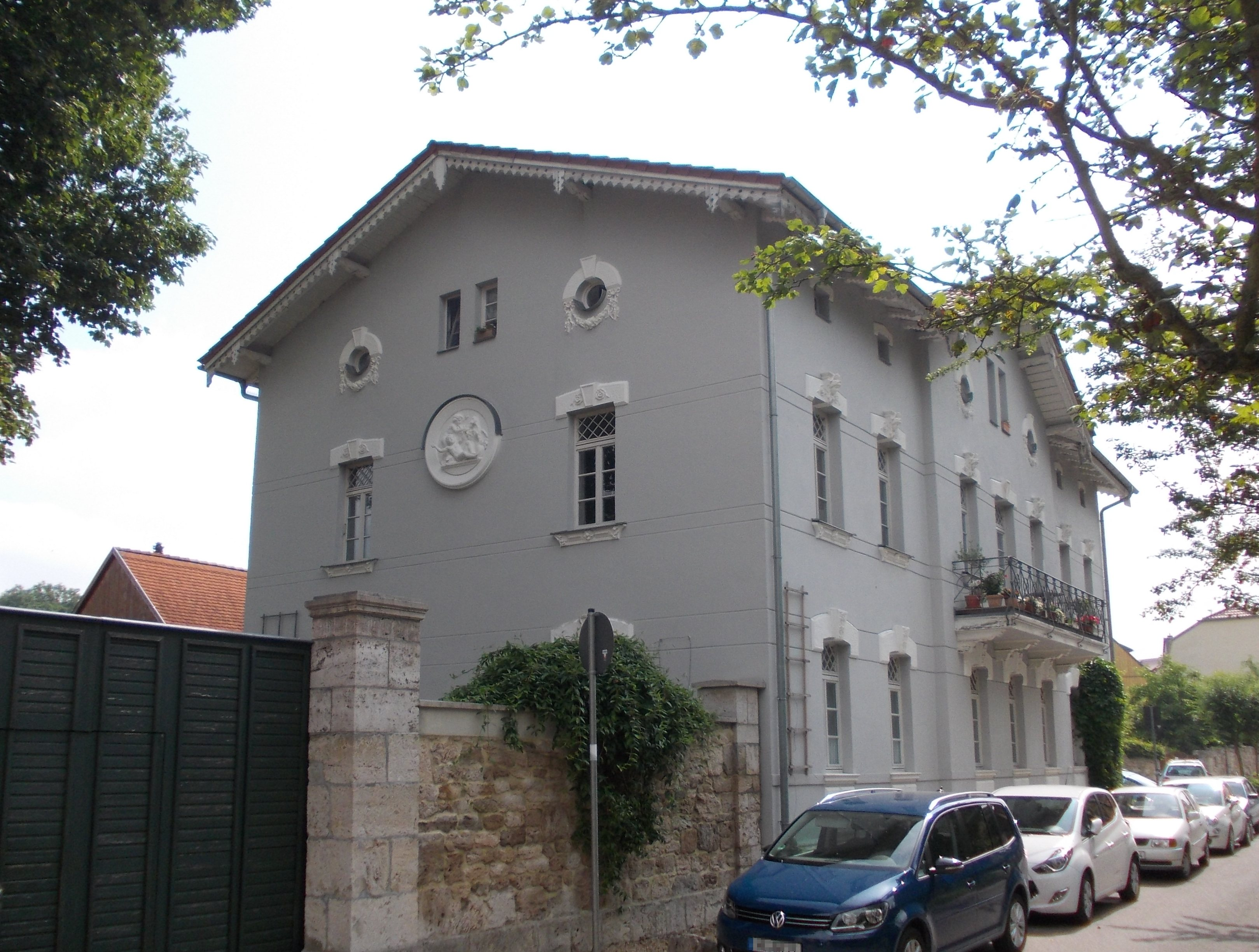
Münchhausen-Haus in Oberweimar

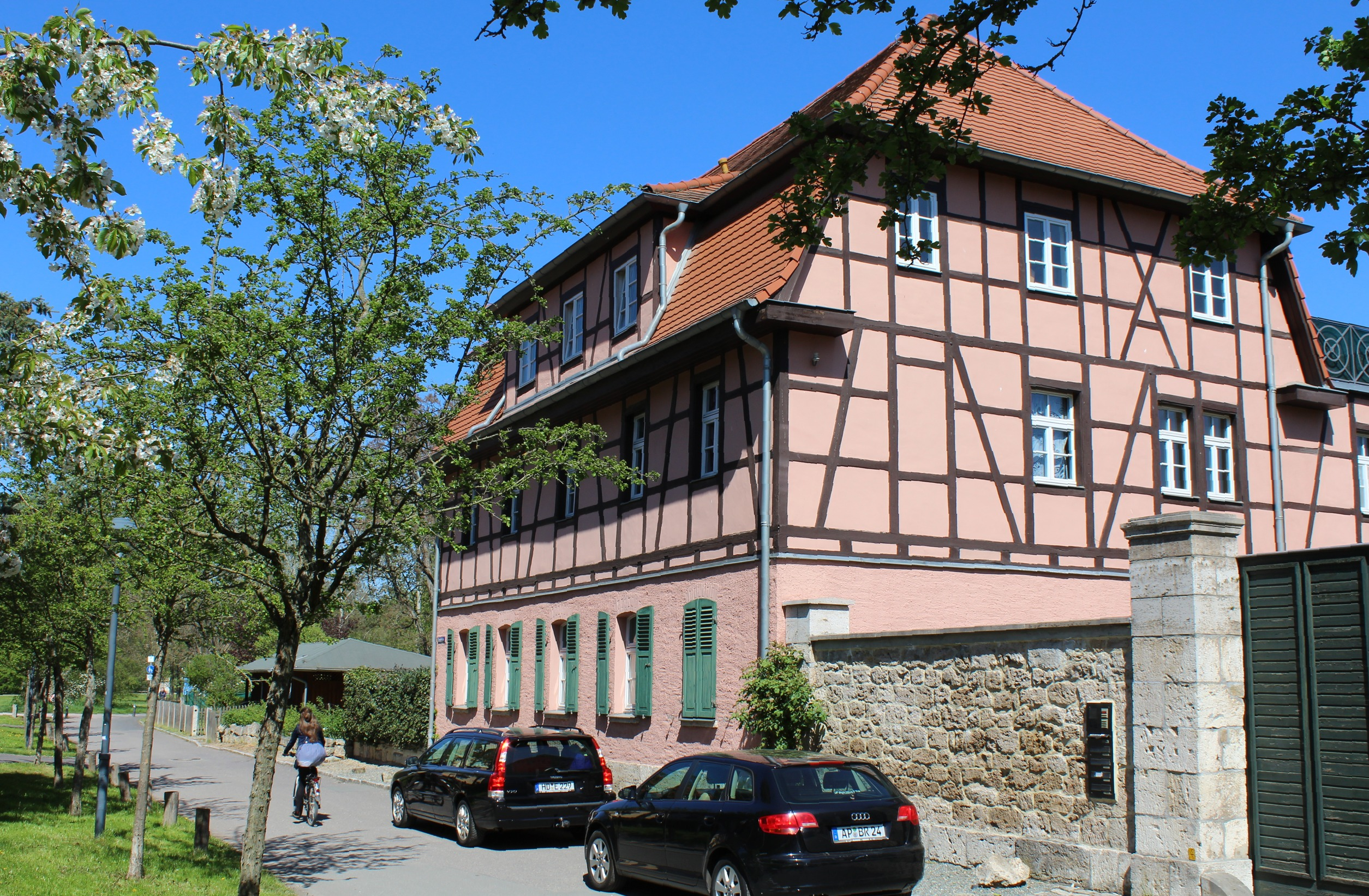
Ilmstraße 4 a

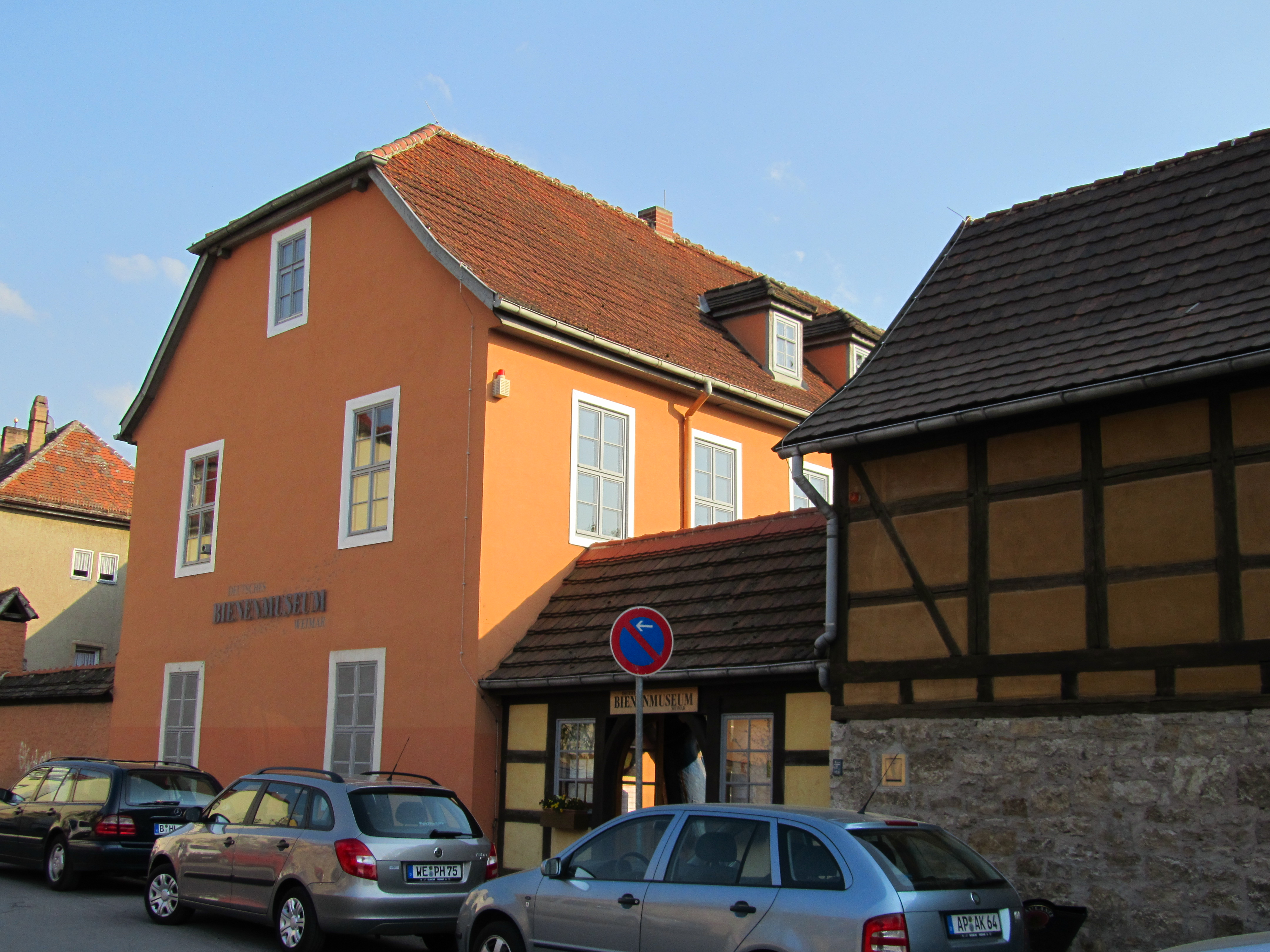
Bienenmuseum

Die Ilmstraße im Weimarer Ortsteil Oberweimar mit der Postleitzahl 99425 ist ein Straßenzug, der bis zum Park an der Ilm befahrbar ist. Er beginnt dort und endet am Plan. Von ihr zweigt die Mittelstraße ab. Sie ist Anliegerstraße.
Die Ilmstraße steht mit den Nummern 1, 2, 3, 4, 4a, 7, 9, 11 auf der Liste der Kulturdenkmale in Weimar (Ortsteile). An Sehenswürdigkeiten sind neben dem sich anschließenden Ilmpark, der auf der UNESCO-Welterbeliste steht, und der an ihr vorbeifließenden Ilm zu nennen vor allem das Deutsche Bienenmuseum in der Ilmstraße 3, das Münchhausen-Haus Mittelstraße 9 und das Wilhelm-Wagenfeld-Haus Ilmstraße 4a.